# Matthews (Missouri)
Matthews – miasto w Stanach Zjednoczonych, w stanie Missouri, w hrabstwie New Madrid.